# Kinderuniversität

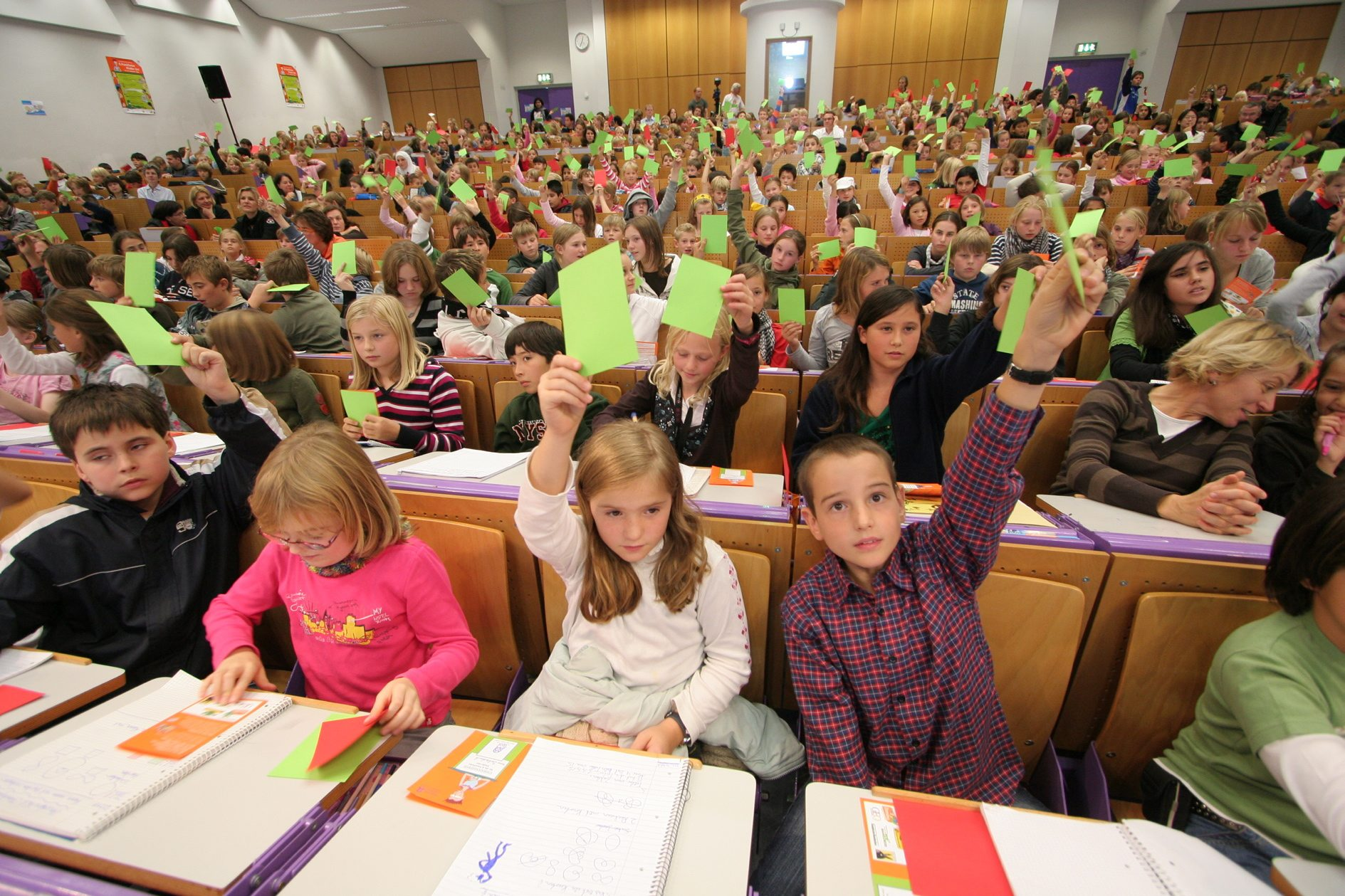
Kinderuni in Frankfurt am Main (2009).

Kinderuniversitäten sind seit 2002 an mehr als 50 Universitäten und Fachhochschulen entwickelte Veranstaltungen, die Kindern die Wissenschaft einfach und verständlich vermitteln sollen. Ziel ist es, Kinder für die Wissenschaft zu begeistern und gleichzeitig an den Hochschulen mehr Verständnis für die Wissensvermittlung zu wecken. Die Veranstaltungen dienen auch der Werbung für die Institution, indem Kinder für wissenschaftliches Denken motiviert und damit als zukünftige Studenten angesprochen werden.

## Entwicklung
Das Schwäbische Tagblatt, eine in Tübingen erscheinende Tageszeitung und die Eberhard Karls Universität Tübingen veranstalteten 2002 die Kinderuni Tübingen, die durch einen Artikel in der Wochenzeitung „Die Zeit“ im deutschsprachigen Raum bekannt wurde. An der Universität Münster wurde bereits in den Jahren von 1992 bis 1996 einmal im Semester eine „Vorlesung für Kinder“ angeboten. Die Junge Uni der Universität Innsbruck startete im September 2001, anlässlich des zehnjährigen Jubiläums der Auffindung des Mannes im Eis („Ötzi“) mit einer Veranstaltung für Kinder und Jugendliche. Die Kinderuni Wien (gegründet 2003) ist mit jährlich rund 4000 teilnehmenden Kindern und mehr als 400 Lehrveranstaltungen eine der größten und umfangreichsten Kinderunis Europas. Beteiligt sind sieben Wiener Universitäten und Fachhochschulen.
Die Idee der Kinder-Uni wurde von knapp 100 Hochschulen in Österreich, der Schweiz, Italien, Slowakei, Kolumbien, Polen, Portugal, Belgien und Liechtenstein  weiterentwickelt. Die Kinder-Uni-Idee stieß nach dem Pisa-Schock in Deutschland auf sehr großes Interesse und Medienecho, Hunderte von Professoren boten Vorlesungen an. Auch einige Fachhochschulen und Musikhochschulen veranstalten mittlerweile eigene Kinderuniversitäten.
Im Dezember 2005 erhielt die Kinder-Uni Tübingen den Descartes-Preis der EU in der Kategorie Wissenschaftskommunikation. Dotiert ist er mit insgesamt 250.000 Euro, die Kinder-Uni erhielt 50.000 Euro. Im September 2009 erhielten die Initiatoren der ersten Kinderuniversität in Tübingen, Ulrich Janßen und Ursula Steuernagel, beide Redakteure des Schwäbischen Tagblatts, das Bundesverdienstkreuz am Bande.
Kinderuniversitäten sind mittlerweile ein wichtiges Markenzeichen von Universitäten und demonstrieren ihre Verankerung in der Bevölkerung. Die Aktivität einzelner Kinder-Unis erstreckt sich zudem nicht nur auf die Durchführung von kindgerechten Vorlesungen. So gibt es inzwischen auch einige Bücher, die Vorlesungsinhalte aufgreifen und den Kindern vertiefend näherbringen. Drei Kinder-Uni-Bücher wurden auf Anhieb Bestseller und in 13 Sprachen übersetzt. Die Autoren Ulla Steuernagel und Ulrich Janßen, Gründer der ersten deutschen Kinder-Uni, wurden für den Jugendliteraturpreis nominiert und mit dem Internationalen Buchpreis Corine ausgezeichnet.
Das European Children’s Universities Network (EUCU.NET), das vom Kinderbüro der Universität Wien im Auftrag der Europäischen Kommission begründet wurde, zielt auf eine Bestandsaufnahme laufender Kinderuni-Aktivitäten und eine Vernetzung der Organisatoren ab. EUCU.NET identifizierte 400 kinderuniähnliche Aktivitäten auf der ganzen Welt und vereint mehr als 70 Partnerorganisationen.
In Wuppertal eröffnete 2008 die deutschlandweit erste ganzjährig geöffnete Kinderuniversität, die Junior-Uni, eine außerschulische, privat finanzierte und gemeinnützige Bildungs- und Forschungseinrichtung für Kinder, Jugendliche und junge Erwachsene von 4 bis 20 Jahren.

## Konzepte
Meist wird die Altersgruppe der 8-bis-12-Jährigen angesprochen. Mittlerweile bieten bereits viele Kinderunis, als eine der ersten die Junge Uni Innsbruck, auch Veranstaltungen für jüngere Kinder und Jugendliche an. Aus der KinderuniWien hat sich der Uniclub entwickelt, der sich an Jugendliche ab 13 richtet. Seit 2007 bot die JuniorUniGraz Veranstaltungen für Jugendliche im Alter zwischen 10 und 18 Jahren an, in Salzburg werden von der Paris-Lodron-Universität seit 2010 im Rahmen der SchülerUNI regelmäßig Veranstaltungen für 14-18-Jährige offeriert. Die meisten Kinderuniversitäten werden in Form von Vorlesungsfolgen veranstaltet. Die einzelnen Vorlesungen werden auflockernd und veranschaulichend ergänzt durch Theaterszenen, Showeinlagen, Versuche für Kinder oder Demonstrationsversuche, Quizbögen oder Abstimmungen des Publikums und anderes. Entsprechend der hohen Nachfrage sind Veranstaltungen mit mehr als 1000 Kindern keine Seltenheit. In der Regel sind Eltern zu diesen Veranstaltungen nicht zugelassen. Sie können oft außerhalb des Hörsaales an Bildschirmen die Vorlesungen beobachten.
Die Kinderuni Tübingen verfolgt das Konzept im laufenden Semester eine große Lehrveranstaltung pro Woche anzubieten. Die Kinder bleiben so kontinuierlich mit der Universität in Kontakt. Die Kinderuni Tübingen kann als Vorreiterin dieses Modells betrachtet werden. Die KinderuniWien ist modellgebend für Kinderunis, die neben Vorlesungen auch Workshops und Seminare anbieten und Kindern aus einem umfangreichen Angebot von mehr als 400 Veranstaltungen Wahlmöglichkeit bietet und die Kinder anregt ihren Interessen zu folgen, Begegnungen und Dialog mit Wissenschaftern auf Augenhöhe steht dabei im Vordergrund.
Im Gegensatz zu den Vorlesungen und Massenveranstaltungen für Kinder bietet die Junge Uni Innsbruck schon seit 2001 großteils nur interaktive Workshops für Kinder und Jugendliche an. Die Kinder und Jugendlichen arbeiten in kleinen Gruppen mit hoher Betreuerzahl direkt mit dem Wissenschaftlerinnen und Wissenschaftlern zusammen, wobei die wechselseitige Wissensvermittlung im Mittelpunkt steht und nicht der einseitigen Monolog eines Vortragenden, „hands on“ und „Learning by doing“ stehen im Vordergrund.
Die meisten Kinderuniversitäten vergeben Teilnahmeausweise, Kinderdiplome oder andere Formen symbolischer Zertifikate.
In Österreich wird das Programm „Kinderuni“ zurzeit in Innsbruck, Wien, in Steyr, in Graz, in Salzburg und in Krems angeboten. Die Junge Uni Innsbruck findet das ganze Jahr über statt und hat eine Vielzahl von Programmen für die verschiedenen Altersgruppen entwickelt: Aktionstage im Herbst für Schulklassen und Familien, Junge Uni für Talente für sehr interessierte Kinder, Kinder-Sommer-Uni in den Semester-, Oster- und Sommerferien, Youth into Science – wissenschaftliche Projektwochen für Jugendliche ab 15 Jahren und der Kinderuni-Express, der 2006 zusammen mit der Kinderuni Wien durchgeführt wurde. Bis zu 13.000 Kinder und Jugendliche besuchen jedes Jahr die Jungen Uni Veranstaltungen. Die Junge Uni arbeitet von Anfang an auch mit Schulen und außeruniversitären Einrichtungen zusammen (z. B. Ferienzug der Stadt Innsbruck, Verein Sprachinsel), um möglichst auch Kinder und Jugendliche aller sozialer Schichten anzusprechen. Seit dem Jahr 2007 bietet das Vorarlberger Landeskonservatorium die erste KinderMusikUni Österreichs an.
KinderuniWien findet im Sommer statt und bietet zwei volle Woche Unileben mit mehr als 400 Vorlesungen, Workshops und Seminaren, aus denen die Kinder frei wählen können. Und um Unileben so richtig auskosten zu können, erhalten die Kinder ein Studienbuch, Ausweise, speisen in der Mensa, lesen in der Bibliothek, schreiben Artikel für die Unizeitung, machen Unifernsehen und haben viel Gelegenheit andere „Studierende“ kennenzulernen. Die Veranstaltungen werden ehrenamtlich von Wissenschaftlern der verschiedenen Wiener Universitäten (z. B. von „Mr. Beam“, Prof. Anton Zeilinger) abgehalten. Die KinderuniWien besteht aus der „KinderuniWissenschaft“ an der Uni Wien (seit 2003), 2005 „KinderuniMedizin“ an der Medizinischen Universität Wien, 2007 die „KinderuniTechnik“ an der Technischen Universität Wien und 2009, die KinderuniBoku an der Universität für Bodenkultur, 2012 KinderuniVetmed, 2014 KinderuniFH Campus und 2015 der KinderuniWirtschaft an der Wirtschaftsuniversität Wien. Abschluss bei der KinderuniWien ist die Sponsion im großen Festsaal der Universität Wien. Insgesamt bietet die Kinderuni Wien über 26.000 Plätze (über 400 Veranstaltungen pro Semester) in kostenlosen Vorlesungen, Workshops, Seminaren und Exkursionen. Zwei Drittel der angemeldeten Kinder kommen aus Wien. Das Einzugsgebiet reicht bis Vorarlberg.
Neben der KinderuniWien etablierte sich 2005 die „KinderuniKunst“ an der Universität für angewandte Kunst Wien in Kooperation mit Wiener Kunstuniversitäten.
Auch in Steyr und Krems sind die Vorlesungen in den Sommerferien, in Graz besucht man sie regelmäßig im Winter- bzw. im Sommersemester. Krems bietet eine „Junge Uni“, für die schon etwas Älteren – die 11-bis-14-Jährigen. Die Vorlesungen in Krems orientieren sich an den Studiengängen der IMC Fachhochschule Krems zu Themen wie Biotechnologie, Rechtswissenschaften, Management, Informationstechnologien, Management etc. Am Nachmittag wird ein Fun & Actionprogramm für die Jungstudierenden geboten. Die KinderUniSteyr veranstaltet seit 2006 zwei Sommerakademien – die SchlauFuchsAkademien Ennstal und Kirchdorf.
Ehrenprofessoren der KinderUniGraz sind der berühmte Kinderbuchautor und „Forscherexpress-Vater“ Thomas Brezina und Folke Tegethoff, der bekannte Märchenerzähler und Kinderbuchautor. Die JuniorUniGraz hat 2010 mit der KinderUniGraz fusioniert, welche nun das Altersspektrum der 8- bis 19-Jährigen abdeckt. Die KinderUniGraz ist eine Kooperation der vier Grazer Universitäten (Karl-Franzens-Universität, Technische Universität, Medizinische Universität, Kunstuniversität), der beiden Grazer Fachhochschulen FH JOANNEUM und FH CAMPUS02 sowie der beiden Pädagogischen Hochschulen PH Graz und KPH (Kirchliche Pädagogische Hochschule). Es wird ein Ganzjahresprogramm geboten. Dazu zählen die HerbstSemesterwoche, die SommerSemesterWoche, Ringvorlesungen, Zusatzworkshops und die vierwöchige SommerKinderUni. Zusätzlich werden die besten vorwissenschaftlichen Arbeiten im naturwissenschaftlichen Bereich von Wissenschaftern der Uni Graz bewertet und durch die Gemeinnützige Privatstiftung Kaiserschild (Dr.-Hans-Riegel-Fachpreise) gekürt. Im geisteswissenschaftlichen Bereich wird der JuniorAcademic-Preis der KFU durch die KinderUni Graz verliehen. Am Ende des Jahres bietet sich für die KinderUniGraz-Studierenden die Möglichkeit, sich zur „Sponsion“ anzumelden.

## Typische Vorlesungstitel
Oft werden die Vorlesungstitel an Kinderfragen angelehnt wie:
- Warum gibt es arm und reich?
- Warum brauchen Astronauten Raumanzüge?
- Können wir die Zukunft vorhersagen?
- Wie lernten die Alten Griechen das Schreiben (und was konnten sie damit anfangen)?
- Hat der Baum eine Seele?
- Machen „Pommes“ dick und Nudeln glücklich?
- Warum sind wir schlauer als Roboter?
- Warum ist Spielen wichtig?
- Wieso alle Welt süchtig nach Harry Potter ist – oder: Was eine gute Geschichte auszeichnet?
- Was lässt den Kuchenteig aufgehen, und warum sprudelt die Limo?
- Warum ist der Pfau so prächtig?
- Warum bin ich Ich?